# Harvard Business Review
Гарвардський бізнес-огляд (англ. Harvard Business Review або HBR) — щомісячний ілюстрований англомовний часопис, що висвітлює питання управління. Видання було засновано 1922 року Гарвардською школою бізнесу. Від 1993 року часопис друкується дочірньою компанією Гарвардської школи бізнесу у видавництві «Гарвардське бізнес видавництво» (англ. Harvard Business Publishing), США.

## Опис
Часопис «Harvard Business Review» публікує сучасні авторитетні моделі менеджменту, висвітлює передові бізнес-ідеї у сфері лідерства, маркетингу, керівництва, переговорів, стратегії, фінансів, професійного розвитку тощо.
Статті охоплюють широке коло питань, що мають відношення до різних галузей, функцій управління в США й інших країнах, містять практичний аналіз і дослідження, найкращі світові практики для організації ефективного керівництва.
У виданні були опубліковані перші розробки пов′язані з управлінням бізнесу, серед яких: збалансована система показників (англ. Balanced Scorecard (BSC)) реінжинíринг (англ. reengineering), глобалізація (англ. globalization), ключові компетенції (англ. key competences), стратегічне планування (англ. Strategic Planning), маркетинг короткозорості (англ. Marketing Myopia), скляна стеля (англ. glass ceiling) та ін.

### Ключові теми часопису
- Комунікація (англ. Communication)
- Підприємництво (англ. Entrepreneurship)
- Фінанси й бухгалтерський облік (англ. Finance & Accounting)
- Інновації (англ. Innovation)
- Міжнародний бізнес (англ. International Business)
- Лідерство та управління людьми (англ. Leadership & Managing People)
- Управління організаціями (англ. Managing Organizations)
- Управління собою (англ. Managing Yourself)
- Операції (англ. Operations)
- Продажі та маркетинг (англ. Sales & Marketing)
- Стратегія (англ. Strategy)
- Технологія (англ. Technology)

Світовий тираж англійською мовою становить приблизно 369 000 примірників на рік. Окрім американського видання часопис «Harvard Business Review» видається в 11 країнах (Німеччина, Бразилія, Китай, Південна Азія, Італія, Японія, Польща, Росія, Тайвань, Туреччина, Франція тощо).
Від листопада 2014 року часопис «Критика» за підтримкою Kyiv School of Economics і консалтингової компанії EBS, публікує оглядові матеріали «Harvard Business Review» українською мовою.

## Автори
У часопису «Harvard Business Review» були опубліковані статті відомих світових фахівців, таких як Майкл Портер, Філіп Котлер, Пітер Фердинанд Друкер, Клейтон Крістенсен, Коімбатор Крішнарао Прахалад (англ. Coimbatore Krishnarao Prahalad), Розабет Мосс Кантер, Джон Хейгела III, Томас Х. Девенпорт, Гері Гамел (англ. Gary Hamel), Роберт Каплан, Ріта Гюнтер МакГрат та інші.

## Керівництво
Від 2009 року головним редактором часопису призначений Аді Ігнатіус